# Всеволожский, Владимир Всеволодович
Влади́мир Все́володович Все́воложский (ноябрь 1901, Вятка — 1937) — председатель (июль — ноябрь 1937) исполкома Донецкого областного совета депутатов трудящихся.

## Биография
Родился в ноябре 1901 года в Вятке в семье дворянина, ссыльного социал-демократа Всеволода Алексеевича Всеволожского, служащего губернской земской управы, и его первой жены Зинаиды Матвеевны, урождённой Ганшиной. Ему не было и трёх лет, когда родители разошлись; мать с ним и старшей сестрой Ксенией (1900—1988) вернулась на родину, на Украину, а отец вынужден был остаться в Вятке.
В январе-апреле 1918 года учился в Харькове на кооперативных курсах. С декабря 1918 года служил в Харьковской губернской ЧК, с апреля 1919 — в РККА. Член ВКП(б) с 1919 года. С августа 1920 по январь 1921 года учился на Высших автоброневых курсах РККА.
С января 1921 — инспектор Наркомата рабоче-крестьянской инспекции Украинской ССР, с мая 1921 — инспектор в Донецком губернском отделе РКИ. С марта по июль 1922 — в рядах РККА.
С июля 1922 по март 1926 года — на партийной работе в Волчанском уезде, Купянском округе, Краснозаводском и Раковском районах.
В 1926—1930 годы — на административной работе: начальник рабоче-крестьянской милиции, начальник административного отдела в Купянском округе; заведующий орготделом Каменец-Подольского окружного исполкома (март 1927 — январь 1929); председатель Дунаевецкого райисполкома (январь 1929 — май 1930); секретарь Каменец-Подольского окрисполкома (май — июль 1930); председатель Каменец-Подольского Союза кооперативных сельскохозяйственных товариществ посевщиков сахарной свёклы (июль — октябрь 1930).
С октября 1930 года — ответственный / первый секретарь райкомов КП(б) Украины (Черноостровского, с января 1931 — Песчанского, с июня 1931 — Сватовского). С ноября 1933 — заведующий орготделом, с марта 1934 — 2-й секретарь Старобельского окружкома КП(б) Украины. С марта 1936 по апрель 1937 — 1-й секретарь Константиновского горкома КП(б) Украины, затем заведовал сельскохозяйственным отделом в Донецком обкоме КП(б) Украины.
С мая по июль 1937 — 1-й секретарь Старобельского окружкома КП(б) Украины, с июля 1937 года — председатель Исполнительного комитета Донецкого областного Совета депутатов трудящихся (освобождён от обязанностей 23.9.1937).
Член обкома партии; с 3 июня 1937 года — кандидат в члены ЦК КП(б)У (исключён постановлением Пленума ЦК КП(б) Украины от 26 сентября 1937).
Арестован в сентябре; расстрелян 2 декабря 1937 года.
В 1957 году реабилитирован.